# Biskup Porto-Santa Rufina
Biskup Porto-Santa Rufina − biskup diecezji Porto-Santa Rufina, jednej z siedmiu diecezji suburbikarnych.
Początkowo były to dwie diecezje: Porto oraz Silva Candida (Santa Rufina). Połączone zostały w 1119 w jedną diecezję pod nazwą Porto e Santa Rufina. Ponownie rozdzielono je w latach 1133–1151/54 i na krótko w latach 1452–1454. W latach 1825–1854 te dwie diecezje były połączone jeszcze z trzecią Civitavecchia (Porto e Santa Rufina e Civitavecchia). Obecna nazwa, Porto-Santa Rufina, została nadana w 1986. W XVI–XIX wieku diecezję tę zwyczajowo obejmował subdziekan Św. Kolegium Kardynałów.
Do 1962 biskupi Porto i Santa Rufina byli ex officio kardynałami. W 1962 Papież Jan XXIII postanowił, że kardynałowie biskupi są jedynie tytularnymi biskupami diecezji suburbikarnych, powierzając faktyczną jurysdykcję nad nimi zwykłym biskupom ordynariuszom.
Od 1 maja 2020 kardynałem biskupem Porto-Santa Rufina jest włoski kardynał Beniamino Stella.

## Kardynałowie-biskupi Porto i Santa Rufina
| Kardynałowie-biskupi Porto - Jerzy (721) - Grzegorz (732–745) - Citonato (767–769) - Stefan (826) - Rodoaldo (853–864) - Formozus (864–876) - Valperto (877–883) - Formozus (ponownie, 884–891) - Sylwester (898) - Jerzy (944) - Konstantyn (958) - Benedykt (963–969) - Grzegorz (989–994) - Benedetto de Ponzio (998–1029) - Jan z Toscanella (1029/31–1050) - Rolando (ca. 1050/57) - Jan (1057–1084, obediencja „wibertyńska” 1084–ok. 1090) - Jan (1085–1095) - Maurycy (1097–1101) - Pietro Senex (1102–1130, obediencja Anakleta II 1130–1134) - Jan (obediencja Anakleta II 1134–1136/38) | Kardynałowie-biskupi Santa Rufina (Silva Candida) - Tyberiusz (721) - Epifaniusz (732–745) - Grzegorz (761–769) - Jan (815–826) - Leon (853–867) - Grzegorz (879) - Hildebrand (905) - Benedykt (939–944) - Wido (963–975) - Krescencjusz (993) - Benedykt (1012–1013) - Grzegorz (1015–1024) - Piotr (1024–ok. 1037) - Krescencjusz (ok. 1044–1050) - Humbert z Silva Candida (1050–1061) - Mainardo z Pomposa (1061–1073) - Adalbert (obediencja „wibertyńska” 1084–1102) - Theodwin (1133–1151) |

Kardynałowie-biskupi Porto e Santa Rufina 1154–1452
- Cencio de Gregorio (1154–1157)
- Bernard (1158–1176)
- Guglielmo Marengo (1176–1178)
- Teodino de Arrone (1179–1186)
- Bobo (1189)
- Pietro Gallocia (1190–1211)
- Benedictus (1213–1216)
- Cinzio Cenci (1217)
- Konrad von Urach (1219–1227)
- Romano Bonaventura (elekt 1231–1235, biskup 1235–1243)
- Ottone de Tonengo (1244–1250)
- Giacomo da Castell’arquato (1251–1253)
  - Capuferrus, administrator apostolski (1254)
- Jan z Toledo (elekt 1261–1262, biskup 1262–1275)
- Robert Kilwardby (1278–1279)
- Bernard de Languissel (1281–1290)
- Matteo d’Acquasparta (1291–1302)
- Giovanni Minio (1302–1313)
- Jacques Duèse (1313–1316)
- Bernard de Castanet (1316–1317)
- Berenguer Fredol (1317–1323)
  - Angelo Tignosi, administrator apostolski (1327)
- Pierre d’Arabloy (1327–1331)
  - Pandolfo Capocci (obediencja antypapieża Mikołaja V, 1328–1330)
- Jean-Raymond de Comminges (1331–1348)
- Bernard d’Albi (1349–1350)
- Guy de Boulogne (1350–1373)
- Pietro Corsini (1374–1378, obediencja awiniońska 1378–1405)
- Berenguer de Anglesola (obediencja awiniońska 1406–1408)
- Antonio Caetani (obediencja pizańska 1409–1412)
- Antonio Correr (1408–1431)[1]
- Louis de Bar (obediencja pizańska 1412–1415, 1415–1430)[1]
- Branda Castiglione (1431–1440)
- Domingo Ram (1444–1445)
- Francesco Condulmer (1445–1452)

1452–54 krótkotrwałe rozdzielenie Porto i Santa Rufina
| Diecezja Porto - Francesco Condulmer (1452–1453) | Diecezja Santa Rufina - John Kempe (1452–1454) |

Kardynałowie-biskupi Porto e Santa Rufina 1459–1825
- Guillaume d’Estouteville (1459–1461)
- Juan Carvajal (1461–1469)
- Richard Olivier de Longueil (1470)
- Filippo Calandrini (1471–1476)
- Rodrigo Borgia (1476–1492)
- Giovanni Michiel (1492–1503)
- Jorge da Costa (1503–1508)
- Raffaele Sansoni Riario (1508–1511)
- Domenico Grimani (1511–1523)
- Francesco Soderini (1523)
- Niccolò Fieschi (1523–1524)
- Alessandro Farnese (1524)
- Antonio Maria Ciocchi del Monte (1524–1533)
- Giovanni Piccolomini (1533–1535)
- Giovanni Domenico de Cupis (1535–1537)
- Bonifacio Ferrero (1537–1543)
- Antonio Sanseverino (1543)
- Marino Grimani (1543–1546)
- Giovanni Salviati (1546–1553)
- Giovanni Pietro Caraffa (1553)
- Jean du Bellay (1553–1555)
- Rodolfo Pio di Carpi (1555–1562)
- Francesco Pisani (1562–1564)
- Federico Cesi (1564–1565)
- Giovanni Girolamo Morone (1565–1570)
- Cristoforo Madruzzo (1570–1578)
- Alessandro Farnese (1578–1580)
- Fulvio della Corgna (1580–1583)
- Giacomo Savelli (1583–1587)
- Giovanni Antonio Serbelloni (1587–1589)
- Alfonso Gesualdo (1589–1591)
- Innico d’Avalos d’Aragona (1591–1600)
- Tolomeo Gallio (1600–1603)
- Girolamo Rusticucci (1603)
- Girolamo Simoncelli (1603–1605)
- Domenico Pinelli (1605–1607)
- Girolamo Bernerio (1607–1611)
- Antonio Maria Gallio (1611–1615)
- Antonio Maria Sauli (1615–1620)
- Giovanni Evangelista Pallotta (1620)
- Benedetto Giustiniani (1620–1621)
- Francesco Maria Bourbon del Monte (1621–1623)
- Francesco Sforza di Santa Fiora (1623–1624)
- Ottavio Bandini (1624–1626)
- Giovanni Battista Deti (1626–1629)
- Domenico Ginnasi (1629–1630)
- Carlo Emmanuele Pio (1630–1639)
- Marcello Lante della Rovere (1639–1641)
- Pier Paolo Crescenzi (1641–1645)
- Francesco Cennini de’ Salamandri (1645)
- Giulio Roma (1645–1652)
- Carlo de’ Medici (1652)
- Francesco Barberini (1652–1666)
- Marzio Ginetti (1666–1671)
- Francesco Maria Brancaccio (1671–1675)
- Ulderico Carpegna (1675–1679)
- Cesare Facchinetti (1679–1680)
- Carlo Rossetti (1680–1681)
- Niccolò Albergati-Ludovisi (1681–1683)
- Alderano Cibo (1683–1687)
- Pietro Vito Ottoboni (1687–1689)
- Flavio Chigi (1689–1693)
- Giacomo Franzoni (1693–1697)
- Paluzzo Paluzzi Altieri degli Albertoni (1698)
- Emmanuel Théodose de la Tour d’Auvergne de Bouillon (1698–1700)
- Nicolò Acciaioli (1700–1715)
- Vincenzo Maria Orsino (1715–1724)
- Fabrizio Paolucci (1724–1725)
- Francesco Pignatelli (1725–1734)
- Pietro Ottoboni (1734–1738)
- Tommaso Ruffo (1738–1740)
- Ludovico Pico della Mirandola (1740–1743)
- Annibale Albani (1743–1751)
- Pietro Luigi Carafa (1751–1753)
- Raniero d’Elci (1753–1756)
- Giovanni Antonio Guadagni (1756–1759)
- Francesco Borghese (1759)
- Giuseppe Spinelli (1759–1761)
- Camillo Paolucci (1761–1763)
- Federico Marcello Lante della Rovere (1763–1773)
- Giovanni Francesco Albani (1773–1775)
- Carlo Rezzonico (1776–1799)
- Leonardo Antonelli (1800–1807)
- Luigi Valenti Gonzaga (1807–1808)
- Alessandro Mattei (1809–1814)
- Giuseppe Maria Doria Pamphili (1814–1816)
- Antonio Dugnani (1816–1818)
- Giulio Maria della Somaglia (1818–1820)
- Michele di Pietro (1820–1821)
- Bartolomeo Pacca (1821–1825)

Kardynałowie-biskupi Porto e Santa Rufina e Civitavecchia 1825–1854
- Bartolomeo Pacca (1825–1830)
- Pierfrancesco Galleffi (1830–1837)
- Emmanuele de Gregorio (1837–1839)
- Giovanni Francesco Falzacappa (1839–1840)
- Carlo Maria Pedicini (1840–1843)
- Vincenzo Macchi (1844–1847)
- Luigi Lambruschini (1847–1854)

Kardynałowie-biskupi Porto e Santa Rufina (1854–1962)
- Mario Mattei (1854–1860)
- Costantino Patrizi Naro (1860–1870)
- Luigi Amat di San Filippo e Sorso (1870–1877)
- Camillo di Pietro (1877–1878)
- Carlo Sacconi (1878–1884)
- Giovanni Battista Pitra (1884–1889)
- Luigi Oreglia di Santo Stefano (1889–1896)
- Lucido Maria Parocchi (1896–1903)
- Serafino Vannutelli (1903–1915)
- Antonio Vico (1915–1929)
- Tommaso Pio Boggiani (1929–1942)
- Eugène Tisserant (1946–1966)

### Tytularni kardynałowie biskupi Porto e Santa Rufina (1962-1986) i Porto-Santa Rufina (od 1986)
- Eugène Tisserant (1966–1972)
- Paolo Marella (1972–1984)
- Agostino Casaroli (1985–1998)
- Roger Etchegaray (1998–2019)
- Beniamino Stella (od 2020)

### Biskupi Porto-Santa Rufina
- Andrea Pangrazio (1967–1984)
- Pellegrino Tomaso Ronchi (1984–1985)
- Diego Natale Bona (1985–1994)
- Antonio Buoncristiani (1994–2001)
- Gino Reali (2002–2021)
- Gianrico Ruzza (od 2022)